# Сеймчан (посёлок городского типа)
Сеймча́н — посёлок городского типа, административный центр Среднеканского района и соответствующего ему городского округа Магаданской области России.

## Этимология
Название происходит от эвенского хэйимчэн — полынья. В местах выхода в русло реки Сеймчан грунтовых ключей образовывались полыньи во льду.

## География
Расположен в Сеймчано-Буюндинской впадине между горными цепями на правом берегу реки Сеймчан, близ её впадения в Колыму. Находится в 384 км к северу от Магадана (496 км по автодороге) и в 5676 км к востоку от Москвы (9915 км по автодороге).

## История
Впервые в 1645 году мимо Сеймчанской долины прошли казаки-землепроходцы из отряда Михаила Стадухина. Поселение было основано в конце XVII века якутами-скотоводами с Оймякона.
Все грузы доставлялись в Сеймчан из Якутска вьюками на лошадях через реку Хандыгу на реку Аян-Юрях, по которой сплавляли грузы до районов своего назначения. С появлением в 1893 году Ольско-Колымского тракта грузы стали доставлять из Владивостока до Олы морем и с дальнейшей переброской вьюками на оленьих упряжках на реку Колыма. Этот путь дал мощный толчок к заселению близлежащих районов и привёл к проведению первых опытов земледелия в районе Сеймчана, а также сыграл большое значение в снабжении Колымы. Местный священник Парфений успешно разводили огороды.
Побывавший здесь Н. И. Берёзкин в начале XX века говорил о Сеймчане:

Местечко Сеймчан расположено на левом берегу реки Колымы верстах в трех выше устья речки того же имени, впадающей в Колыму… Это местечко, составляя часть Оймяконо-Борочанского наслега, Баягантайского улуса, насчитывает лишь девять семей инородцев. Это наслеги, часть коих поселилась здесь очень давно, а часть в последнее время, с открытием Ольско-Колымского пути. Местность, в которой расположены усадьбы этих инородцев, представляется громадным кочковатым и местами болотистым полем, поросшим кое-где редким лесом и мелким кустарником. Жители Сеймчана — скотоводы… Из овощей в Сеймчане сеяли капусту и картофель, но они доходят не вполне. Капуста, не имея вилков, дает лишь зелень, а картофель бывает очень мелким.

Полномасштабное освоение района началось с открытием на Колыме золота. Изначально золото на территории Среднеканского района добывали старатели-одиночки, среди которых первое место занимал Бари Шафигуллин по прозвищу Бориска. В 1928—1930 годах состоялась первая экспедиция во главе с Юрием Билибиным и его помощниками Валентином Цареградским, Сергеем Раковским и другими. Экспедиция открыла наличие больших запасов золота, а также обнаружила первые крупицы касситерита — оловянного камня. Были открыты месторождения «Среднекан», «Первомайский», «Борискин», «Утиный», «Кинжал» и другие. Заработали оловянные рудники им. Лазо, им. Чапаева и 3-й пятилетки. Добыча ценных ресурсов осуществлялась преимущественно руками заключённых.
25-28 января 1931 года состоялся первый Сеймчанский съезд Советов. Съезд решал вопросы дальнейшего развития Сеймчана. Среди участников был учитель и краевед Панкратий Борисов. Добравшись до места назначения, Борисов провёл первую перепись населения — 121 чел. Затем он принялся за организацию первой в Сеймчане школы, открывшейся 1 декабря 1930 года.
Вот так Борисов описывал жизнь в Сеймчане:

…10 декабря заканчиваю перепись населения. Всего жителей 121 человек. Все они якуты, занимаются скотоводством и охотпромыслом. Поголовно все население неграмотное. О жизни в центральных районах страны имеют смутное представление. Что такое книга, газеты — не знают. Не в интересах русского царя и купцов было строить на окраине школы и больницы. А вот церковь в Сеймчане построена в 1911 году. Священник «крестил» жителей до 1916 года. Рогатого скота у населения — 204 головы, лошадей — 174. Живут индивидуальными хозяйствами. Питаются якуты преимущественно мясом коровьим, в почете — конина, зайчатина, оленина. Летом меню разнообразит рыба. Сетей нет, ловят ловушками. Летом охотятся на медведей. Большинство жителей вкуса хлеба не знает. При наличии муки несколько раз в году жарят оладьи, пекут лепешки. В меню входят также молоко и сливки, из которых готовят вкусные национальные блюда хайах, керчах. Торговля неорганизованна. Последний раз работник якутгорга приезжал из Оймякона почти год тому назад. Охотники сдали ему пушнину, купили чай, спички, табак, порох, свинец. Сейчас у жителей эти запасы вышли, нет даже спичек, — добывают огонь при помощи огнива. Тяжела была жизнь. Уже произошло расслоение населения на богачей н бедных. На Улахане Чистом, например, кулак Громов имел более 8 тысяч оленей. Его стадо пасло бедняцкое население из его же сородичей эвенов. При у том расплачивался он тощим куском оленьего мяса. которым батрак не мог прокормить свою семью…

Позже Борисов открыл краеведческий музей и стал его директором.
В 1932 году Сеймчан становится районным центром, а в 1953 году получает статус посёлка городского типа.
В 1930-х годах местное население — якуты, юкагиры, эвены объединились в колхозы «Искра», «Светлая жизнь», «Имени третьей пятилетки», «Красный богатырь», «Сталинец». Позднее на их базе созданы совхозы «Среднеканский», «Сеймчан», «Рассохинский», производящие овощи, молоко, мясо. Из-за уникального микроклимата сеймчанская земля была довольно плодородной, благодаря чему удавалось собирать большие урожаи. Сеймчан снабжал своей продукцией центральную часть Магаданской области и Чукотку.
Сеймчан стал быстро развиваться. К началу 1940-х годов в Сеймчане проживало около 2 тыс. человек.
Когда в 1941 году началась Великая Отечественная война, многие среднеканцы стремились попасть на фронт. Так как стране требовалось золото, олово, уголь, пушнина, в армию было призвано ограниченное число людей. В 1942 году за год был построен аэропорт в Сеймчане. Он был одним из промежуточных пунктов трассы Алсиб по перегону военных самолётов, поставляемых по ленд-лизу. На территории Среднеканского района было найдено поисковиками место крушения военного самолёта. В районный краеведческий музей были доставлены отдельные части оборудования и агрегатов воздушного судна. В память о погибших летчиках в Сеймчане воздвигнут обелиск у здания Сеймчанского аэропорта.
После войны Сеймчан продолжал развиваться. На территории Среднеканского района успешно велась разведка полезных ископаемых, действовали промышленные комбинаты, предприятия авиа- и автотранспорта, строительные и ремонтные организации, была создана широкая сеть торгово-бытового и коммунального обслуживания, совершенствовалась сеть учреждений культуры, народного образования.
В 1991 году после распада СССР развитие посёлка остановилось. Из-за кризиса в стране многие предприятия закрылись, а из посёлка начали уезжать люди. По состоянию на 2020 год крупных градообразующих предприятий не имеется. Продолжается отток населения в Магадан и за пределы Магаданской области, преимущественно в Центральные и Южные регионы России.
В 2021 году в Сеймчане был установлен мемориал, посвящённый среднеканцам-фронтовикам Великой Отечественной войны и районным труженикам тыла.

## Климат
Климат резко континентальный. Зима продолжительная и крайне суровая. Лето короткое и прохладное, но иногда температура поднимается выше +30 °C.
| Показатель                    | Янв.  | Фев.  | Март  | Апр.  | Май   | Июнь | Июль | Авг. | Сен.  | Окт.  | Нояб. | Дек.  | Год   |
| ----------------------------- | ----- | ----- | ----- | ----- | ----- | ---- | ---- | ---- | ----- | ----- | ----- | ----- | ----- |
| Абсолютный максимум, °C       | −5,9  | −7    | 8,7   | 12,6  | 28,0  | 32,0 | 36,1 | 35,9 | 27,8  | 16,7  | 6,7   | 0,9   | 36,1  |
| Средний суточный максимум, °C | −33,6 | −27,9 | −16,8 | −3,6  | 9,7   | 20,8 | 23,0 | 19,1 | 10,5  | −5,3  | −23,4 | −32,8 | −4,9  |
| Средняя температура, °C       | −37,4 | −33,7 | −25,2 | −10,6 | 4,2   | 13,8 | 15,9 | 12,1 | 4,1   | −10,9 | −27,9 | −36,4 | −10,9 |
| Средний суточный минимум, °C  | −41,6 | −39   | −32,8 | −18,8 | −2,2  | 6,3  | 8,6  | 5,2  | −1,5  | −15,8 | −32,4 | −40,4 | −16,9 |
| Абсолютный минимум, °C        | −59,1 | −58,2 | −53,4 | −44,7 | −27,9 | −6,4 | −4,2 | −9   | −19,6 | −40,1 | −53,6 | −56,6 | −59,1 |
| Норма осадков, мм             | 24,4  | 20,2  | 13,3  | 8,5   | 13,1  | 32,4 | 43,9 | 44,8 | 29,1  | 20,1  | 27,0  | 23,1  | 299,8 |
| Источник: Климат Сеймчана     |       |       |       |       |       |      |      |      |       |       |       |       |       |

## Население
| 1939  | 1959  | 1970  | 1979  | 1989  | 2002  | 2009  |
| ----- | ----- | ----- | ----- | ----- | ----- | ----- |
| 279   | ↗4087 | ↗6786 | ↗8234 | ↗9963 | ↘3725 | ↘2583 |
| 2010  | 2011  | 2012  | 2013  | 2014  | 2015  | 2016  |
| ↗2818 | ↘2796 | ↘2718 | ↘2617 | ↘2481 | ↘2391 | ↘2337 |
| 2017  | 2018  | 2019  | 2020  | 2021  | 2023  | 2024  |
| ↘2231 | ↘2163 | ↘2054 | ↘2032 | ↗2153 | ↘2109 | ↘2081 |

До начала 1990-х годов численность населения Сеймчана стабильно росла, достигнув пика в 1991 году, когда в посёлке проживало около 10 тысяч человек. В дальнейшем, как и по всему Крайнему Северу, пошёл отток населения в центральные регионы страны. Население Сеймчана уменьшилось более чем в пять раз.

## Транспорт

### Автотранспорт
Сеймчан располагается на ответвлении автомобильной федеральной трассы «Колыма». Длина ответвления — 109 км, примыкание расположено на территории упразднённого посёлка Ларюковая.
Между Сеймчаном и Магаданом осуществляется автобусное сообщение по маршруту 515/516.

### Авиатранспорт
В Сеймчане действует аэропорт, выполняющий рейс до Магадана. В 1980-е годы осуществлялись также рейсы в Зырянку, Глухариный, Балыгычан, Омолон.
В настоящее время ведётся реконструкция аэропорта: расширение полосы, постройка нового служебно-пассажирского здания. В здании старого аэровокзала будет создан музей истории.

### Речной транспорт
На территории упразднённого села Колымское в 4 км к югу от посёлка расположена пристань «Сеймчан». Пристань является основным погрузочно-разгрузочным узлом Среднеканского района. Доставка грузов осуществляется по реке Колыме.

## Топографические карты
- Лист карты P-56-IX,X. Масштаб: 1 : 200 000. Указать дату выпуска/состояния местности.